# Likvidacija (privreda)
Likvidacija privrednog društva je postupak koji se sprovodi kada društvo ima dovoljno sredstava za namirenje svih svojih obaveza (način prestanka solventnog privrednog društva).  (član 524. Zakona o privrednim društvima ("Sl. glasnik RS", br. 36/2011, 99/2011, 83/2014 - dr. zakon, 5/2015, 44/2018, 95/2018, 91/2019 i 109/2021).
U slučaju da se likvidacija sprovodi na osnovu odluke društva, odluka mora biti doneta:
- ortačko društvo - jednoglasnom odlukom svih ortaka, ako osnivački akt nije predvideo odlučivanje većinom glasova;
- komanditno društvo – jednoglasnom odlukom svih komplementara, ako osnivački akt nije predvideo odlučivanje većinom glasova;
- društvo sa ograničenom odgovornošću – odlukom koju donosi skupština članova najmanje većinom od ukupnog broja glasova članova;
- akcionarsko društvo – odlukom koju donosi skupština akcionara najmanje većinom od ukupnog broja glasova akcionara.

Odluka o pokretanju postupka likvidacije privrednog društva registruje se i objavljuje u Registru privrednih subjekata. U odluci o pokretanju likvidacije imenuje se likvidacioni upravnik. Društvo dostavlja poznatim poverilacima pisano obaveštenje o pokretanju postupka prestanka društva likvidacijom. 
Ukoliko se u toku likvidacionog postupka utvrdi da imovina društva nije dovoljna za namirenje svih potraživanja poverilaca (prezaduženost), pokreće se stečaj.  
Za vreme likvidacije društva ne isplaćuje se učešće u dobiti, odnosno dividende niti se imovina društva raspodeljuje članovima društva pre isplate svih potraživanja poverilaca. 
Društvo može preduzimati samo poslove vezane za sprovođenje likvidacionog postupka, koji su nužni za likvidaciju društva. Nove poslove društvo ne može preduzimati.
U postupku likvidacije dividende se isplaćuju i imovina društva se raspodeljuje ortacima, članovima, odnosno akcionarima tek pošto se plate sva potraživanja poverilaca.
Likvidacija se okončava donošenjem odluke o okončanju likvidacije (član 540. stav 3. Zakona o privrednim društvima ("Sl. glasnik RS", br. 36/2011, 99/2011, 83/2014 - dr. zakon, 5/2015, 44/2018, 95/2018, 91/2019 i 109/2021).
Po okončanju likvidacije društvo se briše iz registra privrednih subjekata, a u slučaju akcionarskog društva brisanje se vrši nakon podnošenja zahteva Centralnom registru za ispis finansijskih instrumenata iz registra.
Pored dobrovoljne postoji i prinudna likvidacija (članovi 547. - 548. Zakona o privrednim društvima ("Sl. glasnik RS", br. 36/2011, 99/2011, 83/2014 - dr. zakon, 5/2015, 44/2018, 95/2018, 91/2019 i 109/2021).

## Spoljašnje veze
- Zakon o privrednim društvima
- Agencija za privredne registre / Registri / Privredna društva / Uputstva / Brisanje